# 山西会馆
山西会馆是会馆的一种，即明清、民国时代山西同乡在外地建设的居住、办公兼休闲场所。晋商的繁盛，促进了各地山西会馆的建设。中国很多地方都有山西会馆。不过，如今很多山西会馆都被破坏或拆除，有人估计至今中国遗存的山西会馆不超过三十处。  